# أندي ديفيس (لاعب كرة قدم أمريكية)
أندي ديفيس (بالإنجليزية: Andy Davis)‏ هو لاعب كرة قدم أمريكية أمريكي، ولد في 28 يوليو 1927 في واشنطن العاصمة في الولايات المتحدة، وتوفي في 22 ديسمبر 2007.

## وصلات خارجية
- أندي ديفيس على موقع مرجع كرة القدم المحترفة.كوم (الإنجليزية)